# Фундетура (Муреш)
Фундетура (рум. Fundătura) — село у повіті Муреш в Румунії. Адміністративно підпорядковане місту Лудуш.
Село розташоване на відстані 283 км на північний захід від Бухареста, 39 км на захід від Тиргу-Муреша, 42 км на південний схід від Клуж-Напоки.

## Населення
За даними перепису населення 2002 року у селі проживали 183 особи.
Національний склад населення села:
| Національність | Кількість осіб | Відсоток |
| -------------- | -------------- | -------- |
| угорці         | 112            | 61,2%    |
| румуни         | 71             | 38,8%    |

Рідною мовою назвали:
| Мова      | Кількість осіб | Відсоток |
| --------- | -------------- | -------- |
| угорська  | 113            | 61,7%    |
| румунська | 70             | 38,3%    |